# Lordes diskografi
Lorde är en nyzeeländsk sångerska och låtskrivare. Hon har gett ut tre studioalbum, tre EP-skivor, elva singlar och sju musikvideor. Vid 13 års ålder kontrakterades hon av Universal Music Group (UMG) och började skriva musik. I november 2012, när hon var 16 år gammal, släppte hon The Love Club EP via Soundcloud. EP:n lanserades kommersiellt av UMG i mars 2013 och innehöll låten "Royals", som blev en hit i Nya Zeeland tidigt 2013. Senare det året toppade "Royals" ett flertal topplistor världen runt, däribland Billboard Hot 100 i USA, vilket gjorde Lorde till den första soloartisten från Nya Zeeland någonsin att toppa listan.
I september 2013 släppte Lorde sitt debutalbum Pure Heroine, där "Royals" också fanns med. Albumet nådde förstaplatsen i Nya Zeeland och Australien samt certifierades i flera länder. "Tennis Court" släpptes som Lordes andra singel och toppade den nyzeeländska singellistan. Tredje singeln "Team" blev en topp 10-hit i Nya Zeeland, Kanada och USA. Även "No Better" och "Glory and Gore" utgavs som singlar från Pure Heroine. I september 2014 meddelade Lorde att "Yellow Flicker Beat" skulle släppas som singel från soundtracket till The Hunger Games: Mockingjay – Part 1. I januari 2014 hade Lorde sålt 6,8 miljoner låtar i USA och i november 2014 hade hon sålt 17 miljoner låtar globalt.

## Album

### Studioalbum
| År   | Albuminformation | Högsta listplaceringar | Högsta listplaceringar | Högsta listplaceringar | Högsta listplaceringar | Högsta listplaceringar | Högsta listplaceringar | Högsta listplaceringar | Högsta listplaceringar | Högsta listplaceringar | Högsta listplaceringar | Certifikat | Sålda exemplar                        |
| År   | Albuminformation | NZ                     | AUS                    | KAN                    | FRA                    | TYS                    | ITA                    | NED                    | SVE                    | UK                     | USA                    | Certifikat | Sålda exemplar                        |
| ---- | --- | ---------------------- | ---------------------- | ---------------------- | ---------------------- | ---------------------- | ---------------------- | ---------------------- | ---------------------- | ---------------------- | ---------------------- | --- | ------------------------------------- |
| 2013 | Pure Heroine - Släppt: 27 september 2013 - Skivbolag: UMG, Virgin EMI, Republic - Format: CD, LP, digital nedladdning | 1                      | 1                      | 2                      | 20                     | 13                     | 26                     | 14                     | 6                      | 4                      | 3                      | - Nya Zeeland: 4× platina - Australien: 2× platina - Storbritannien: Guld - Sverige: Guld - Kanada: 2× platina - Frankrike: Guld - USA: Platina | - USA: 1 330 000 - Globalt: 2 470 000 |
| 2017 | Melodrama - Släppt: 16 juni 2017 - Skivbolag: UMG, Virgin EMI, Republic - Format: CD, LP, digital nedladdning         | 1                      | 1                      | 1                      | 29                     | 11                     | 8                      | 6                      | 10                     | 5                      | 1                      | - Nya Zeeland: Guld | - USA: 82 000                         |
| 2021 | Solar Power - Släppt: 20 augusti 2021 - Skivbolag: UMG - Format: LP, digital nedladdning                              |                        |                        |                        |                        |                        |                        |                        |                        |                        |                        | |                                       |

## EP-skivor
| År                                                                                        | Albuminformation                                                                                            | Högsta listplaceringar   | Högsta listplaceringar   | Högsta listplaceringar   | Högsta listplaceringar   | Högsta listplaceringar   | Certifikat                        | Sålda exemplar           |
| År                                                                                        | Albuminformation                                                                                            | NZ                       | AUS                      | KAN                      | USA                      | USA Rock                 | Certifikat                        | Sålda exemplar           |
| ----------------------------------------------------------------------------------------- | --- | ------------------------ | ------------------------ | ------------------------ | ------------------------ | ------------------------ | --------------------------------- | ------------------------ |
| 2013                                                                                      | The Love Club EP - Släppt: 8 mars 2013 - Skivbolag: UMG - Format: CD, digital nedladdning                   | 2                        | 2                        | 22                       | 23                       | 6                        | - RMNZ: Platina - ARIA: 7×Platina | - USA: 60 000            |
| 2013                                                                                      | Tennis Court EP - Släppt: 7 juni 2013 - Skivbolag: UMG, Virgin EMI - Format: Digital nedladdning, 10"-vinyl | —                        | —                        | —                        | —                        | —                        |                                   |                          |
| 2013                                                                                      | Live in Concert - Släppt: 1 november 2013 - Skivbolag: UMG - Format: Streaming                              | Utgavs inte kommersiellt | Utgavs inte kommersiellt | Utgavs inte kommersiellt | Utgavs inte kommersiellt | Utgavs inte kommersiellt | Utgavs inte kommersiellt          | Utgavs inte kommersiellt |
| "—" betecknar en utgivning som inte gick in på listan eller som inte utgavs i det landet. | |                          |                          |                          |                          |                          |                                   |                          |

## Singlar
| År                                                                                        | Titel                                                                       | Högsta listplaceringar | Högsta listplaceringar | Högsta listplaceringar | Högsta listplaceringar | Högsta listplaceringar | Högsta listplaceringar | Högsta listplaceringar | Högsta listplaceringar | Högsta listplaceringar | Högsta listplaceringar | Certifikat | Album                                 |
| År                                                                                        | Titel                                                                       | NZ                     | AUS                    | KAN                    | FRA                    | TYS                    | ITA                    | NED                    | SVE                    | UK                     | USA                    | Certifikat | Album                                 |
| ----------------------------------------------------------------------------------------- | --------------------------------------------------------------------------- | ---------------------- | ---------------------- | ---------------------- | ---------------------- | ---------------------- | ---------------------- | ---------------------- | ---------------------- | ---------------------- | ---------------------- | --- | ------------------------------------- |
| 2013                                                                                      | "Royals"                                                                    | 1                      | —                      | 1                      | 4                      | 8                      | 1                      | 4                      | 4                      | 1                      | 1                      | - Nya Zeeland: 4× platina - Storbritannien: Platina - Tyskland: Guld - Sverige: 2× platina - Kanada: 6× platina - USA: 7× platina | The Love Club EP                      |
| 2013                                                                                      | "Tennis Court"                                                              | 1                      | 20                     | 78                     | 193                    | 83                     | —                      | —                      | —                      | 78                     | 71                     | - Nya Zeeland: 2× platina - Australien: 2× platina - Kanada: Guld                                                                 | Pure Heroine                          |
| 2013                                                                                      | "Team"                                                                      | 3                      | 19                     | 3                      | 24                     | 20                     | 19                     | 25                     | 39                     | 29                     | 6                      | - Nya Zeeland: Platina - Australien: 2× platina - Sverige: Platina - Kanada: 3× platina - USA: 3× platina                         | Pure Heroine                          |
| 2013                                                                                      | "No Better"                                                                 | —                      | —                      | —                      | —                      | —                      | —                      | —                      | —                      | —                      | —                      | | Pure Heroine                          |
| 2014                                                                                      | "Royals/White Noise" (live från Brit Awards med Disclosure och AlunaGeorge) | —                      | —                      | —                      | —                      | —                      | —                      | —                      | —                      | 72                     | —                      | | Inget album                           |
| 2014                                                                                      | "Glory and Gore"                                                            | —                      | 100                    | —                      | —                      | —                      | —                      | —                      | —                      | —                      | 68                     | | Pure Heroine                          |
| 2014                                                                                      | "Yellow Flicker Beat"                                                       | 4                      | 52                     | —                      | —                      | —                      | —                      | —                      | —                      | 99                     | —                      | | The Hunger Games: Mockingjay – Part 1 |
| 2017                                                                                      | "Green Light"                                                               |                        |                        |                        |                        |                        |                        |                        |                        |                        |                        | | Melodrama                             |
| 2017                                                                                      | "Perfect Places"                                                            |                        |                        |                        |                        |                        |                        |                        |                        |                        |                        | | Melodrama                             |
| 2017                                                                                      | "Homemade Dynamite" (remix)                                                 |                        |                        |                        |                        |                        |                        |                        |                        |                        |                        | | Melodrama                             |
| 2021                                                                                      | "Solar Power"                                                               |                        |                        |                        |                        |                        |                        |                        |                        |                        |                        | | Solar Power                           |
| 2021                                                                                      | "Stoned at the Nail Salon"                                                  |                        |                        |                        |                        |                        |                        |                        |                        |                        |                        | | Solar Power                           |
| 2021                                                                                      | "Mood Ring"                                                                 |                        |                        |                        |                        |                        |                        |                        |                        |                        |                        | | Solar Power                           |
| "—" betecknar en utgivning som inte gick in på listan eller som inte utgavs i det landet. |                                                                             |                        |                        |                        |                        |                        |                        |                        |                        |                        |                        | |                                       |

### Promosinglar
| År                                                                                        | Titel                         | Listor | Listor  | Album                               |
| År                                                                                        | Titel                         | NZ     | US Rock | Album                               |
| ----------------------------------------------------------------------------------------- | ----------------------------- | ------ | ------- | ----------------------------------- |
| 2013                                                                                      | "Bravado"                     | —      | 29      | Tennis Court EP                     |
| 2013                                                                                      | "Buzzcut Season"              | —      | 29      | Pure Heroine                        |
| 2013                                                                                      | "Ribs"                        | 29     | 26      | Pure Heroine                        |
| 2014                                                                                      | "Flicker (Kanye West Rework)" | —      | —       | The Hunger Games: Mockingjay, Pt. 1 |
| "—" betecknar en utgivning som inte gick in på listan eller som inte utgavs i det landet. |                               |        |         |                                     |

### Andra listnoterade låtar
| År                                                                                        | Titel                                                         | Högsta listplaceringar | Högsta listplaceringar | Högsta listplaceringar | Högsta listplaceringar | Högsta listplaceringar | Högsta listplaceringar | Högsta listplaceringar | Högsta listplaceringar | Certifikat          | Album                               |
| År                                                                                        | Titel                                                         | NZ                     | AUS                    | BEL (FL)               | BEL (WA)               | FRA                    | UK                     | USA Bub.               | USA Rock               | Certifikat          | Album                               |
| ----------------------------------------------------------------------------------------- | ------------------------------------------------------------- | ---------------------- | ---------------------- | ---------------------- | ---------------------- | ---------------------- | ---------------------- | ---------------------- | ---------------------- | ------------------- | ----------------------------------- |
| 2013                                                                                      | "Million Dollar Bills"                                        | —                      | —                      | —                      | —                      | —                      | —                      | —                      | 29                     |                     | The Love Club EP                    |
| 2013                                                                                      | "The Love Club"                                               | 17                     | —                      | —                      | —                      | —                      | —                      | 20                     | 18                     | - Nya Zeeland: Guld | The Love Club EP                    |
| 2013                                                                                      | "Swingin Party"                                               | 10                     | —                      | —                      | —                      | —                      | —                      | —                      | —                      |                     | Tennis Court EP                     |
| 2013                                                                                      | "400 Lux"                                                     | —                      | —                      | —                      | —                      | —                      | —                      | —                      | 20                     |                     | Pure Heroine                        |
| 2013                                                                                      | "Still Sane"                                                  | —                      | —                      | —                      | —                      | —                      | —                      | —                      | 45                     |                     | Pure Heroine                        |
| 2013                                                                                      | "White Teeth Teens"                                           | —                      | —                      | —                      | —                      | —                      | —                      | —                      | 33                     |                     | Pure Heroine                        |
| 2013                                                                                      | "A World Alone"                                               | —                      | —                      | —                      | —                      | —                      | —                      | —                      | 38                     |                     | Pure Heroine                        |
| 2013                                                                                      | "Everybody Wants to Rule the World"                           | 14                     | 53                     | —                      | —                      | 93                     | 65                     | —                      | 27                     |                     | The Hunger Games: Catching Fire     |
| 2014                                                                                      | "Meltdown" (Stromae featuring Pusha T, Q-Tip, Haim och Lorde) | 14                     | 53                     | —                      | —                      | 93                     | 65                     | —                      | 27                     |                     | The Hunger Games: Mockingjay, Pt. 1 |
| 2014                                                                                      | "Ladder Song"                                                 | —                      | —                      | —                      | —                      | —                      | —                      | —                      | 43                     |                     | The Hunger Games: Mockingjay, Pt. 1 |
| "—" betecknar en utgivning som inte gick in på listan eller som inte utgavs i det landet. |                                                               |                        |                        |                        |                        |                        |                        |                        |                        |                     |                                     |

## Musikvideor
| År   | Titel                 | Regissör        | Ref.   |
| ---- | --------------------- | --------------- | ------ |
| 2013 | "Royals"              | Joel Kefali     | [ 69 ] |
| 2013 | "Tennis Court"        | Joel Kefali     | [ 70 ] |
| 2013 | "Team"                | Young Replicant | [ 71 ] |
| 2014 | "Yellow Flicker Beat" | Emily Kai Bock  | [ 72 ] |
| 2015 | "Magnets"             | Ryan Hope       | [ 73 ] |
| 2017 | "Green Light"         | Grant Singer    | [ 74 ] |

## Fotnoter
1. ↑  Amerikanska försäljningssiffror för Pure Heroine fr.o.m. juli 2014.[27]
2. ↑  Globala försäljningssiffror för Pure Heroine fr.o.m. juli 2014.[28]
3. ↑  I Australien listnoterades The Love Club EP på den australiska singellistan, således kunde inte låtar på EP:n listnoteras separat. Däremot gick "Royals" in på ARIA Digital Tracks Chart, där den som bäst nådde andra plats.[36]
4. ↑  Amerikanska försäljningssiffror för The Love Club EP fr.o.m. april 2014.[39]
5. ↑  I Australien listnoterades The Love Club EP på den australiska singellistan, således kunde inte låtar på EP:n listnoteras separat. Däremot gick "Royals" in på ARIA Digital Tracks Chart, där den som bäst nådde andra plats.[36]
6. ↑  "Tennis Court" listnoterades inte på Nederlandse Top 40, men nådde plats 19 på Dutch Tipparade.[46]
7. ↑  "Royals/White Noise (Live from the BRITs)" listnoterades inte på Official New Zealand Music Chart, men nådde nionde plats på Top 40, men nådde plats 19 på New Zealand Artists.[55]
8. ↑  "Glory and Gore" listnoterades inte på Official New Zealand Music Chart, men nådde plats 17 på New Zealand Artists.[56]
9. ↑  "Glory and Gore" listnoterades inte på Canadian Hot 100, men nådde plats 36 på Canada Rock.[57]
10. ↑  "Bravado" listnoterades inte på Official New Zealand Music Chart, men nådde femte plats på New Zealand Artists.[60]
11. ↑  "Buzzcut Season" listnoterades inte på Official New Zealand Music Chart, men nådde plats 18 på New Zealand National Singles.[60]